# Rallye Canarias 2025
Die Rallye Canarias 2025 (offiziell WRC Rally Islas Canarias 2025) war der 4. Lauf zur FIA-Rallye-Weltmeisterschaft 2025. Sie dauerte vom 24. bis zum 27. April 2025 und es wurden insgesamt 18 Wertungsprüfungen (WP) gefahren.

## Bericht
Bei den ersten Rallys der Saison hatte der zweimalige Weltmeister Kalle Rovanperä Mühe, seinen Fahrstil an die neuen Hankook-Reifen anzupassen. Bei der Asphalt-Rallye auf Grand Canaria ist dem Finnen nun eine nahezu perfekte Fahrt gelungen. Mit 15 Siegen bei 18 zu fahrenden Wertungsprüfungen, strich er seine Klasse einmal mehr heraus. Die Hyundai i20 N Rally1 Autos standen gegen die Toyota GR Yaris Rally1 Fahrzeuge klar im Nachteil. Von Anfang an hatte Hyundai Probleme, eine passende Abstimmung zu finden. Zwar versuchte man das Set-up der Wagen zwischen den einzelnen Renntagen anzupassen, doch die Fahrer spürten im Fahrverhalten keine Besserung.
Auf dem zweiten Platz folgte Teilzeitpilot Sébastien Ogier mit über 53 Sekunden Rückstand und auf Rang drei der Führende in der Fahrer-Weltmeisterschaft Elfyn Evans. Er führte das Klassement nach der Rallye in Spanien mit einem komfortablen Vorsprung von 43 Punkten an. Dahinter folgte Rovanperä und Thierry Neuville mit bereits 50 Weltmeisterschaftspunkten Rückstand.

## Meldeliste
| Nr.                  | Fahrer             | Co-Pilot               | Auto                   |
| -------------------- | ------------------ | ---------------------- | ---------------------- |
| WRC-Klasse (Rally1)  |                    |                        |                        |
| 1                    | Thierry Neuville   | Martijn Wydaeghe       | Hyundai i20 N Rally1   |
| 5                    | Sami Pajari        | Marko Salminen         | Toyota GR Yaris Rally1 |
| 8                    | Ott Tänak          | Martin Järveoja        | Hyundai i20 N Rally1   |
| 13                   | Grégoire Munster   | Louis Louka            | Ford Puma Rally1       |
| 16                   | Adrien Fourmaux    | Alexandre Coria        | Hyundai i20 N Rally1   |
| 17                   | Sébastien Ogier    | Vincent Landais        | Toyota GR Yaris Rally1 |
| 18                   | Takamoto Katsuta   | Aaron Johnston         | Toyota GR Yaris Rally1 |
| 33                   | Elfyn Evans        | Scott Martin           | Toyota GR Yaris Rally1 |
| 55                   | Josh McErlean      | Eoin Treacy            | Ford Puma Rally1       |
| 69                   | Kalle Rovanperä    | Jonne Halttunen        | Toyota GR Yaris Rally1 |
| WRC2-Klasse (Rally2) |                    |                        |                        |
| 21                   | Yohan Rossel       | Arnaud Dunand          | Citroën C3 Rally2      |
| 23                   | Jan Černý          | Jan Hloušek            | Citroën C3 Rally2      |
| 24                   | Roberto Daprà      | Luca Guglielmetti      | Škoda Fabia RS Rally2  |
| 25                   | Romet Jürgenson    | Siim Oja               | Ford Fiesta Rally2     |
| 26                   | Maxime Potty       | Renaud Herman          | Citroën C3 Rally2      |
| 27                   | Yuki Yamamoto      | James Fulton           | Toyota GR Yaris Rally2 |
| 28                   | Nikolay Gryazin    | Konstantin Aleksandrov | Škoda Fabia RS Rally2  |
| 29                   | Emil Lindholm      | Reeta Hämäläinen       | Škoda Fabia RS Rally2  |
| 30                   | Mathieu Franceschi | Lucie Baud             | Toyota GR Yaris Rally2 |

Anmerkung: Insgesamt haben sich 60 Fahrzeuge eingeschrieben in verschiedenen Klassen.

## Klassifikationen

### WRC Rally1
| Position      | Position      | Nr. | Fahrer           | Co-Pilot         | Auto                   | Zeit      | Rückstand | Punkte | Punkte  | Punkte     | Punkte |
| Rally1        | Gesamt        | Nr. | Fahrer           | Co-Pilot         | Auto                   | Zeit      | Rückstand | Total  | Sonntag | Powerstage | Total  |
| ------------- | ------------- | --- | ---------------- | ---------------- | ---------------------- | --------- | --------- | ------ | ------- | ---------- | ------ |
| 1             | 1             | 69  | Kalle Rovanperä  | Jonne Halttunen  | Toyota GR Yaris Rally1 | 2:54:39.8 |           | 25     | 5       | 5          | 35     |
| 2             | 2             | 17  | Sébastien Ogier  | Vincent Landais  | Toyota GR Yaris Rally1 | 2:55:33.3 | 0:53.5    | 17     | 4       | 4          | 25     |
| 3             | 3             | 33  | Elfyn Evans      | Scott Martin     | Toyota GR Yaris Rally1 | 2:55:56.9 | 1:17.1    | 15     | 3       | 3          | 21     |
| 4             | 4             | 18  | Takamoto Katsuta | Aaron Johnston   | Toyota GR Yaris Rally1 | 2:56:42.7 | 2:02.9    | 12     | 2       | 0          | 14     |
| 5             | 5             | 16  | Adrien Fourmaux  | Alexandre Coria  | Hyundai i20 N Rally1   | 2:57:10.8 | 2:31.0    | 10     | 1       | 2          | 13     |
| 6             | 6             | 8   | Ott Tänak        | Martin Järveoja  | Hyundai i20 N Rally1   | 2:57:52.1 | 3:11.4    | 8      | 0       | 0          | 8      |
| 7             | 7             | 1   | Thierry Neuville | Martijn Wydaeghe | Hyundai i20 N Rally1   | 2:58:20.5 | 3:40.7    | 6      | 0       | 1          | 7      |
| 11            | 8             | 13  | Grégoire Munster | Louis Louka      | Ford Puma Rally1       | 3:03:17.0 | 8:37.2    | 0      | 0       | 0          | 0      |
| Ausfall WP14  | Ausfall WP14  | 55  | Josh McErlean    | Eoin Treacy      | Ford Puma Rally1       | Unfall    | Unfall    | 0      | 0       | 0          | 0      |
| Ausfall WP 12 | Ausfall WP 12 | 5   | Sami Pajari      | Marko Salminen   | Toyota GR Yaris Rally1 | Unfall    | Unfall    | 0      | 0       | 0          | 0      |

### WRC2 Rally2
| Pos. | Nr. | Fahrer           | Co-Pilot               | Auto                   | Zeit      | Rückstand | Punkte |
| ---- | --- | ---------------- | ---------------------- | ---------------------- | --------- | --------- | ------ |
| 1    | 21  | Yohan Rossel     | Arnaud Dunand          | Citroën C3 Rally2      | 3:01:50.5 |           | 25     |
| 2    | 31  | Alejandro Cachón | Borja Rozada           | Toyota GR Yaris Rally2 | 3:02:20.0 | 0:29.5    | 17     |
| 3    | 28  | Nikolay Gryazin  | Konstantin Aleksandrov | Škoda Fabia RS Rally2  | 3:02:38.2 | 0:47.7    | 15     |

Anmerkung: Insgesamt haben sich 53 Fahrzeuge von 60 gestarteten klassiert.

### Wertungsprüfungen
Zeitzone UTC+1
| Tag       | Start LT      | WP   | Name                                  | Länge                                 | Gewinner                                                                                    | Leader          |
| --------- | ------------- | ---- | ------------------------------------- | ------------------------------------- | ------------------------------------------------------------------------------------------- | --------------- |
| 24. April | 09:01         | —    | Santa Brígida (Shakedown)             | 6,26 km                               | Kalle Rovanperä                                                                             |                 |
| 25. April | 08:03         | WP1  | Valsequillo – Telde 1                 | 26,32 km                              | Kalle Rovanperä                                                                             | Kalle Rovanperä |
| 25. April | 09:49         | WP2  | Velleseco – Artenara 1                | 15,27 km                              | Kalle Rovanperä                                                                             | Kalle Rovanperä |
| 25. April | 11:25         | WP3  | La Aldea – Mogán 1                    | 17,83 km                              | Kalle Rovanperä                                                                             | Kalle Rovanperä |
| 25. April | 13:35 – 14:15 |      | Service A, Estadio Gran Canaria       | Service A, Estadio Gran Canaria       | Service A, Estadio Gran Canaria                                                             | Kalle Rovanperä |
| 25. April | 15:18         | WP4  | Valsequillo – Telde 2                 | 26,32 km                              | Kalle Rovanperä                                                                             | Kalle Rovanperä |
| 25. April | 17:04         | WP5  | Velleseco – Artenara 2                | 15,27 km                              | Kalle Rovanperä                                                                             | Kalle Rovanperä |
| 25. April | 18:40         | WP6  | La Aldea – Mogán 2                    | 17,83 km                              | Kalle Rovanperä                                                                             | Kalle Rovanperä |
| 25. April | 20:30 – 21:15 |      | Flexi service B, Estadio Gran Canaria | Flexi service B, Estadio Gran Canaria | Kalle Rovanperä                                                                             | Kalle Rovanperä |
| 26. April | 07:05 – 07:20 |      | Service C, Estadio Gran Canaria       | Service C, Estadio Gran Canaria       | Service C, Estadio Gran Canaria                                                             | Kalle Rovanperä |
| 26. April | 08:05         | WP7  | Moya – Gáldar 1                       | 24,09 km                              | Kalle Rovanperä                                                                             | Kalle Rovanperä |
| 26. April | 09:48         | WP8  | Arucas – Firgas – Teror 1             | 13,75 km                              | Kalle Rovanperä                                                                             | Kalle Rovanperä |
| 26. April | 10:58         | WP9  | Tejeda – San Mateo 1                  | 23,30 km                              | Kalle Rovanperä                                                                             | Kalle Rovanperä |
| 26. April | 13:40 – 14:20 |      | Service D, Estadio Gran Canaria       | Service D, Estadio Gran Canaria       | Service D, Estadio Gran Canaria                                                             | Kalle Rovanperä |
| 26. April | 15:05         | WP10 | Moya – Gáldar 2                       | 24,09 km                              | Kalle Rovanperä                                                                             | Kalle Rovanperä |
| 26. April | 16:48         | WP11 | Arucas – Firgas – Teror 2             | 13,75 km                              | Kalle Rovanperä                                                                             | Kalle Rovanperä |
| 26. April | 17:58         | WP12 | Tejeda – San Mateo 2                  | 23,30 km                              | Kalle Rovanperä                                                                             | Kalle Rovanperä |
| 26. April | 20:35         | WP13 | Las Palmas de Gran Canaria            | 1,80 km                               | Elfyn Evans                                                                                 | Kalle Rovanperä |
| 26. April | 20:51 – 21:36 |      | Flexi service E, Estadio Gran Canaria | Flexi service E, Estadio Gran Canaria | Flexi service E, Estadio Gran Canaria                                                       | Kalle Rovanperä |
| 27. April | 07:00 – 07:15 |      | Service F, Estadio Gran Canaria       | Service F, Estadio Gran Canaria       | Service F, Estadio Gran Canaria                                                             | Kalle Rovanperä |
| 27. April | 08:10         | WP14 | Agüimes – Santa Lucía 1               | 14,97 km                              | Kalle Rovanperä                                                                             | Kalle Rovanperä |
| 27. April | 09:05         | WP15 | Maspalomas 1                          | 13,47 km                              | Kalle Rovanperä                                                                             | Kalle Rovanperä |
| 27. April | 10:35         | WP16 | Costa Canaria                         | 1,50 km                               | Adrien Fourmaux                                                                             | Kalle Rovanperä |
| 27. April | 11:21         | WP17 | Agüimes – Santa Lucía 2               | 14,97 km                              | Sébastien Ogier                                                                             | Kalle Rovanperä |
| 27. April | 13:15         | WP18 | Maspalomas 2 (Powerstage)             | 13,47 km                              | 1. Kalle Rovanperä 2. Sébastien Ogier 3. Elfyn Evans 4. Adrien Fourmaux 5. Thierry Neuville | Kalle Rovanperä |